# Rogataja Hill
Rogataja Hill är en kulle i Antarktis. Den ligger i Östantarktis. Australien gör anspråk på området. Toppen på Rogataja Hill är 71 meter över havet.
Terrängen runt Rogataja Hill är huvudsakligen platt. Trakten är obefolkad. Det finns inga samhällen i närheten. 